# EMC4
EMC4 (англ. ER membrane protein complex subunit 4) – білок, який кодується однойменним геном, розташованим у людей на 15-й хромосомі. Довжина поліпептидного ланцюга білка становить 183 амінокислот, а молекулярна маса — 20 087.
| 10         |  | 20         |  | 30         |  | 40         |  | 50         |
| ---------- |  | ---------- |  | ---------- |  | ---------- |  | ---------- |
| MTAQGGLVAN |  | RGRRFKWAIE |  | LSGPGGGSRG |  | RSDRGSGQGD |  | SLYPVGYLDK |
| QVPDTSVQET |  | DRILVEKRCW |  | DIALGPLKQI |  | PMNLFIMYMA |  | GNTISIFPTM |
| MVCMMAWRPI |  | QALMAISATF |  | KMLESSSQKF |  | LQGLVYLIGN |  | LMGLALAVYK |
| CQSMGLLPTH |  | ASDWLAFIEP |  | PERMEFSGGG |  | LLL        |  |            |

A: Аланін

C: Цистеїн

D: Аспарагінова кислота

E: Глутамінова кислота

F: Фенілаланін

G: Гліцин

H: Гістидин

I: Ізолейцин

K: Лізин

L: Лейцин

M: Метіонін

N: Аспарагін

P: Пролін

Q: Глутамін

R: Аргінін

S: Серин

T: Треонін

V: Валін

W: Триптофан

Кодований геном білок за функцією належить до фосфопротеїнів. 
Задіяний у таких біологічних процесах, як апоптоз, ацетилювання, альтернативний сплайсинг. 
Локалізований у мембрані.